# Todscha-Becken
Koordinaten: 52° 36′ 15″ N, 96° 38′ 58″ O

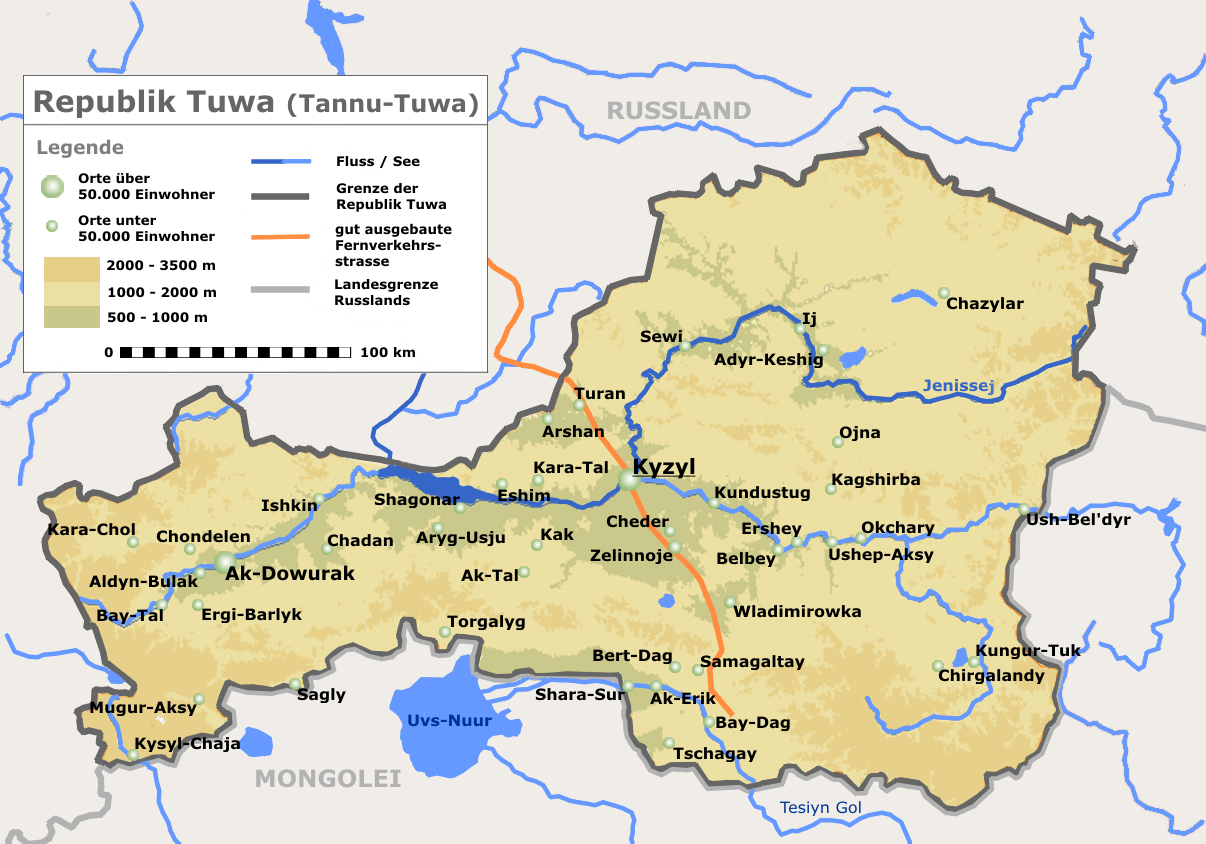
Karte von Tuwa. Das Todscha-Becken befindet sich nördlich des Großen Jenissei im Nordosten von Tuwa

Das Todscha-Becken (russisch Тоджи́нская котлови́на, auch Todscha-Senke) befindet sich im Nordosten der russischen Republik Tuwa im Süden von Sibirien.
Die Beckenlandschaft erstreckt sich im Verwaltungsbezirk Todschinski. Sie wird von den beiden rechten Nebenflüssen des Großen Jenissei, Chamsara und Toora-Chem, entwässert. Das Todscha-Becken wird vom Ostsajan im Norden und dem Akademika-Obrutschewa-Gebirge im Süden eingerahmt. Die Längsausdehnung beträgt etwa 150 km. Die Höhe variiert zwischen 800 m im Westen und 1800 m im Osten. Das Relief weist niedrige Berge mit Mittelgebirgscharakter auf. Im Westen befindet sich hügeliges Flachland. Zahlreiche Seen (die größten sind der Todscha-See, der Many-Chol und der Kadysch) kommen im Todscha-Becken vor. Die Vegetation besteht hauptsächlich aus Taiga (Lärchen, Sibirische Zirbelkiefern und Fichten). Im westlichen Teil des Todscha-Beckens kommen Birkenwälder sowie Riedgrasvegetation vor.